# Reino Ragnar Lehto
Reino Ragnar Lehto (ur. 2 maja 1898 w Turku, zm. 13 lipca 1966 w Helsinkach) – fiński prawnik i urzędnik państwowy, w latach 1963–1964 premier Finlandii.

## Życiorys
Z wykształcenia prawnik, praktykował w tym zawodzie. Był sekretarzem kanclerza sprawiedliwości i prokuratorem w Helsinkach. Długoletni urzędnik resortu przemysłu i handlu, od 1936 zajmował stanowisko szefa sztabu tego ministerstwa. Od grudnia 1963 do września 1964 sprawował urząd premiera w ramach tymczasowego gabinetu. Później pełnił funkcję gubernatora regionu Uusimaa.